# Медаль Свободы (Дания)
Медаль Свободы короля Кристиана X — государственная награда Дании.

## История
В ходе Второй Мировой Войны Дания была оккупирована Третьим Рейхом. Несмотря на то, что датская армия практически не оказала немцам вооружённого сопротивления, в стране возникло сильное движение Сопротивления, король Кристиан X, двоюродный брат царя Николая II, открыто демонстрировал своё скептическое отношение к Гитлеру, а датское население активно участвовало в спасении евреев путём переправки их на лодках в нейтральную Швецию. После того, как война закончилась, Дания вновь обрела независимость. 
В честь этого, в мае 1946 года была учреждена медаль Свободы. Медаль была выполнена из серебра. На лицевой стороне размещается профиль короля и надпись CHRISTIANUS X REX DANIÆ (Кристиан Х король Дании), на оборотной — надпись PRO DANIA (для Дании) и даты «1940—1945» в окружении венка из дубовых листьев. Лента медали красно-белая (сочетание красного и белого цветов традиционно для датских медалей).
Особенностью медали было то, что она предназначалась не для награждения самих  датчан, но для награждения иностранцев и датских граждан, проживающих заграницей, за их вклад в освобождение страны. Всего было произведено около 3 000 награждений (встречается цифра 3102). Среди награждённых, например, Уинстон Черчилль,  маршал Константин Рокоссовский и корреспондент ТАСС, старший лейтенант Г. Ф. Хромушина, в конце войны работавшая в Дании.